# Guacara
Guacara (oficialmente llamada San Agustín de Guacara), es una ciudad venezolana, capital del Municipio Guacara, del Estado Carabobo en la Región Central de Venezuela. Fue fundada primero como pueblo de indios en 1624 con el nombre de San Agustín de Guacara.  con la que forma una conurbación donde se asienta las zonas industriales más importantes de Venezuela.
Está ubicada a 438 m s. n. m., al noreste del lago de Valencia y se encuentra en el paso de la Autopista Regional del Centro (principal y más transitada autopista del país) que comunica a las ciudades de Caracas, Maracay y Valencia, a tan solo 10 km de esta; lo que la ha ayudado a crecer por ser un paso obligado de gran parte del comercio de la Región Central de Venezuela. Tiene una población para el 2023 de 220 212 habitantes.

## Toponimia
Guacara es palabra indígena. "El indio principal, Gaicaro, dio nombre al pueblo de Guacara. A esta doctrina se refieren los curas de Valencia en 1579, encomienda dada a Juan González Morillo, Jusepe Antillano y Diego Sánchez, dada esta encomienda en 1579 con inclusión de los principales Vira, Guayaco, Arai y Guaicar. Ya para 1625 obtuvo Herrera la encomienda de indios Guayos y Guaneguanes, con el título de Guacara. Es presumible que el nombre de Guaicaro provenga del cumana-goto 'guakara', voz que existe en varias lenguas caribes en la significación de garza, garza blanca". (Lisandro Alvarado. ob. cit. p 385).
Guacara, "...la voz parece ser de origen foráneo (quichua o guaraní) en donde son frecuentes las voces 'guaca' y 'ara' que también aparecen en el dialecto caquetío... esa palabra 'guaca' significa 'tesoro escondido' (huaca o botija, en cuyo interior era frecuente encontrar huesos humanos..." (Briceño Enríquez. ob. cit. pp 370 371).

## Historia
El primer poblamiento localizado en el morro de Guacara data de 4500 años. El ascenso de las aguas a la costa hizo que la población humana abandonase esa zona. Luego de un gran período de despoblamiento vuelven a ubicarse grupos humanos (350) en la medida que descendían las aguas del Lago Tacarigua o Lago de Valencia. A ese ciclo de ascenso y descenso de las aguas deben Guacara y otras poblaciones ribereñas sus existencias.
Para el año 1620 ya Guacara existía como pueblo de indios denominado San Agustín de Guacara con su capilla de bahareque y techos de paja, que había sido edificada por el año de 1607, pues para ese año ya existía un libro de bautismo con la firma del Pbro. Gonzalo de Acuña.
La fundación de la Ciudad de Guacara como Parroquia motiva discusiones. Tradicionalmente se toma como fecha de fundación de la Parroquia el año de 1624, fecha cuando aparecen las primeras inscripciones de bautismo, "confundiéndose así la existencia de cuadernos de bautismo en las iglesias de algunos pueblos, con la erección de esas mismas iglesias en parroquias.. De Doctrina pasó Guacara a Pueblo, siempre de indios, el 20 de febrero de 1694...Guacara tuvo iglesias pajizas desde tiempos muy lejanos, pero no como Parroquia sino como Doctrina de Indios. El Arzobispo Ibarra dispuso que el Pueblo de Guacara no fuera más Doctrina de Indios, sino pueblo de españoles y otras castas y lo elevó a Parroquia el 8 de octubre de 1803". (Torcuato Manzo Núñez. ob. cit. pp 178 179).
Referida por Telasco Macpherson. ob. cit. p40 como "Municipio del mismo Distrito, con 1.197 casas y 5.815 habitantes, distribuidos entre la ciudad cabecera y los vecindarios siguientes: Chacao, Caribe, Saladillo, Cercadito, Tigre, Morro, Mocundito, Torumo, Horno de Cal, La Mora, Tapiaca, Nepe, Nepe Abajo (dos sitios), Indio Negro, Ñaraulí y Cabeza de Vaca; este Municipio tenía ya para el año de 1781, 446 casas y 3.080 habitantes".
Francisco Berroterán declaró Guacara como ciudad el 20 de febrero de 1694.
A juicio de Torcuato Manzo Núñez, Guacara como ciudad fue fundado el 20 de febrero de 1694, por el gobernador Francisco Berroterán. Como Parroquia fue creada el 8 de octubre de 1803. En todo caso, sea cual sea la fecha de fundación de Guacara, este es uno de los casos típicos de 'refundación' de pueblos en Venezuela, así como San Diego y Los Guayos en el Municipio Valencia. Si se toma como fecha de 'fundación' el 20 de febrero de 1694 y su permanencia como 'pueblo de los indios' hasta el 8 de octubre de 1803, es evidente que por espacio de más de un siglo fue lugar de 'adoctrinamiento' de los indios, lo que indica la existencia de estos pobladores en la zona antes de la llegada de los españoles; evidencia que se consolida si se toma en cuenta la presencia de restos materiales en gran magnitud en toda el área; por lo tanto Guacara tiene como techa de 'fundación' española, o mejor dicho 'refundación' el año 1694, pero su existencia se remonta a muchos siglos antes de la llegada del español.
Guacara comienza su formación como agrupación humana como consecuencia del descenso del Lago Tacarigua. La antigüedad del primer poblamiento localizado en el 'Morro de Guacara' data de 4500 años; el ascenso de las aguas a la cota 440 hizo que la población humana abandonase esta zona. Luego de un gran período de despoblamiento vuelven a ubicarse grupos humanos (360 d. C.) en la medida que descendían las aguas del Lago Tacarigua. A ese cíclico ascenso y descenso de las aguas debe Guacara y otras poblaciones ribereñas su existencia.
Después del descubrimiento por los españoles del lago de los Tacariguas, se inició el avance de los europeos por todos sus alrededores. Una vez establecidos en las proximidades del lago, "los indios que quedaron en jurisdicción de Valencia fueron organizados en Encomiendas y en ellas se agrupaban para ser adoctrinados por sacerdotes misioneros a los que se les decía Curas Doctrineros... Para mediados del siglo XVI había en los límites de Valencia siete Encomiendas y los indios de ellas se agrupaban en tres comunidades o doctrinas que después se convirtieron en los pueblos de Guacara, San Diego y Los Guayos". (Torcuato Manzo Núñez. ob. cit. p46).
Para fines de 1600 ya Guacara había cobrado forma y característica de un poblado. El 20 de febrero de 1694 el gobernador Francisco Berroterán la convierte en ciudad asignándole un cura doctrinero. Guacara, al igual que el resto de los pueblos de los indios estaba sujeto a una estricta legislación que les impedía su crecimiento y los ataba al pedazo de tierra que cultivaban. Esta legislación originó grandes conflictos ya que los indios se apropiaban de las tierras que emergían en la medida en que el Lago Tacarigua se retiraba. En 1799 la Ciudad de Guacara, por vía de decisión judicial se transforma en un poblado de españoles y vecinos libres. Por decisión de la Real Audiencia, las tierras de la Ciudad de Guacara pasaban a ser propiedad del Marqués del Toro, por lo que a los indígenas se les ordenó trasladarse a Los Guayos y allí construir sus viviendas. Los indígenas expresaron su oposición y reclamaron legalmente la posesión de sus tierras por medio de las autoridades del pueblo de los indios: Mauricio López, José de La Cruz y Juan J. Caricote. Ante este hecho el Marqués del Toro propició la prisión y el destierro de ellos.
En estas tierras el Marqués del Toro establece la hacienda Mocundo, palabra de origen meregoto que significa 'lo que está escondido'; esta hacienda en cuyas tierras se producía gran cantidad de caña de azúcar albergó en su inmensa casona al Barón de Humboldt, edificación que lo impresionó gratamente, así como su belvedere o mirador, desde donde trazará las coordenadas más antiguas que se conocen de la Ciudad de Guacara. A comienzos del siglo XIX llega a Ciudad de Guacara el joyero Viccenzo Wallis, quien poco a poco va adquiriendo tierras en donde siembra añil hasta convertirse en dueño de la Ciudad de Guacara, a excepción de la hacienda Vigirima.
Cronológicamente la historia de la Ciudad de Guacara puede resumirse así: Desde tiempos inmemorables poblada por los indígenas que contribuyen a desarrollar la cultura Valencia o Valencioide hasta 1555. Desde 1555 a 1604 tierras propiedad de Alonso Díaz Moreno y sus herederos. 1625 pasa a ser propiedad como encomienda de Agustín Nicolás Herrera y el Arzobispo Ibarra. 1694, pasa a ser pueblo de los indios. 1799 se transforma en poblado de blancos y vecinos libres. 1803, el poblado de blancos es elevado a la categoría de Parroquia. 1864, es elevada a la categoría de Distrito.
La Ciudad de Guacara es registrada por el Obispo Martí como "San Agustín de Guacara. Este es poblado de doctrina de los indios tributarios. Habitantes: Vecinos españoles e indios habitantes dentro del pueblo: Blancos: 924. Indios: 569 en 132 casas con 155 familias. Pardos 921, Negros 36, Esclavos 630. Total: 3.080. Otras castas fuera del pueblo: Casas: 235. Familias: 298. Vecinos españoles y otras castas dentro del pueblo. Casas 79. Familias 91". (Oswaldo Feo Caballero. ob. cit. p31).
La Ciudad de Guacara es registrada por Telasco Macpherson. ob. cit. p 40 como "Ciudad cabecera del Distrito de su nombre. Su fundación data del siglo XVII, por una comunidad de indígenas; está situada al este de Valencia, como a 14 kilómetros de distancia, cerca de la laguna, es muy pobre de agua, pues apenas basta la que tiene para su población actual; su clima es templado y sano; aún existen allí las ruinas de la hermosa casa que en aquella ciudad empezó a levantar el Marqués del Toro, pensando en fijar en ella su residencia, pero que dejó sin concluir. Esta ciudad consta hoy de 602 casas y 3.077 habitantes".
La parroquia San Agustín de Guacara ejercía jurisdicción eclesiástica sobre las comunidades indígenas da San Antonio de los Guayos y San Diego de Alcalá, situado al occidente de la población. Era un poblado indígena lo que encontró el capitán Vicente Díaz al pie del cerro El Toco y a la vera del riachuelo Vigirima.
En estas tierras el Marqués del Toro estableció la hacienda Mocundo (palabra de origen meregoto que significa "lo que está escondido"). Esta hacienda, en cuyas tierras se producían grandes cantidades de cañas de azúcar, albergó en su inmensa casona al científico Alexander von Humboldt, quien llegó a ella el 27 de febrero de 1800. La edificación lo impresionó gratamente, como lo hizo su belvedere o mirador, desde donde trazaba las coordenadas más antiguas que se conocen de la Ciudad de Guacara.
La Ciudad de Guacara fue escenario de la guerra de Independencia en cuyo devenir intervinieron importantes personajes unidos a Guacara como el Marqués del Toro y el general Diego Ibarra, Edecán del Libertador. Guacara fue sacudida por el histórico terremoto del Jueves Santo de 1812, con el que se desploma su iglesia y el cura oficia misa temporalmente en la casa del Marqués del Toro. Guacara aloja al Coronel Uztáriz cuando tiene que abandonar a Valencia que es tomada por Monteverde el 3 de mayo de 1812.
Ciudad de Guacara

## Himno
El Himno de Guacara fue aprobado por el ilustre concejo municipal en sesión extraordinaria del 29 de marzo de 1996 contiene 3 estrofas y 1 coro , con música de Jesús Negrón y letra de Nardo Toro.
Himno del Municipio Guacara
(Coro)
Guacara, el tesoro escondido
La tierra que el indio labró
Misterio del valle prohibido
Herencia que Dios nos legó. (Bis)
I
Idilio de vida sonriente
Egregios de gloria inmortal,
Ibarra el hijo eminente
Que vio enaltecer su ideal.
Magia del tiempo y espacio
Sublime encanto floral
En donde se oculta el remanso
con suave y azul celestial.
II
Ciudad del arte rupestre
Refugio del alma divina
Laguna de los Tacariguas
Semblanza del sol naciente.
Hoy mañana y por siempre
Será el Cristo de las violetas
El culto de los feligreses
y musa de los poetas.
III
Camino de fe y esperanza
Cultivo, trabajo y progreso
Presagio de un nuevo tiempo
Forjado en su lontananza.
Baila un diablo su danza
y exalta su integridad,
el golpe de una parranda
con cantos de amor y paz.

## Clima
- Temperatura cálida con una media de 28 °C a 38 °C, atemperada por el efecto moderador del Lago de Valencia.

## Relieve
El norte del Municipio Guacara es montañoso y forma parte de la Cordillera de la Costa. La zona sur es más plana y se extiende hasta las orillas del Lago Tacarigua o Lago de Valencia.

## Actividades económicas
Está relacionada con la ciudad de Valencia.
Posee centros de manufacturas derivadas de la industria automotriz, metalmecánicas, textiles y procesadoras de alimentos, farmacéutica e importantes funciones comerciales y bancarias.
A pesar de su pequeño tamaño, la Ciudad de Guacara es considerada uno de los motores industriales de Venezuela acuñando para sí casi el 5% del aparato productivo industrial de todo el país, contando con cantidad de empresas.

## Sitios de interés
.

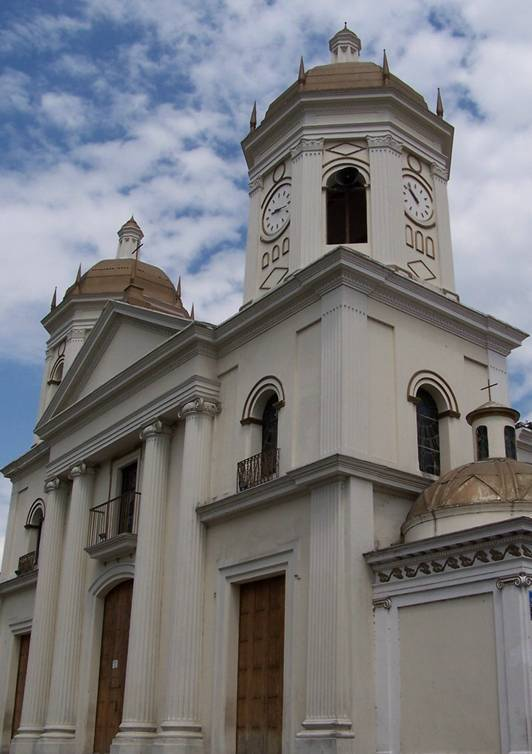
Catedral de San Agustín (también Iglesia de Guacara) en 2007.

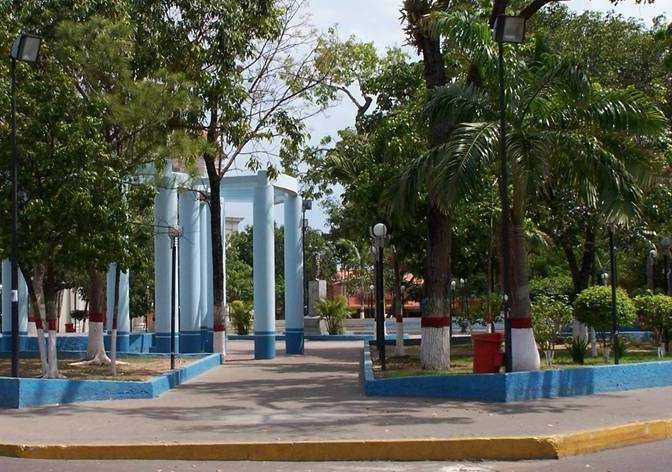
Plaza Bolívar de Guacara en 2012

- Parque Arqueológico Piedra Pintada forma parte del parque nacional San Esteban, está situado en el Plaza Bolívar de Guacara en 2012Sector Tronconero de Vigirima, en el municipio de Guacara. Es un importante conjunto de petroglifos, menhires y restos arqueológicos pertenecientes a una de las tribus arahuacas. Desde 1996, se realizó un estudio donde se contempló la realización de un inventario y estudio exhaustivo de los petroglifos; excavaciones arqueológicas; un guion museológico; capacitación de guías; módulos expositivos y un anteproyecto de senderos de interpretación, este último está aún en proceso de realización.  Esta actividad y proyecto ha sido avalada y supervisada por el Instituto del Patrimonio Cultural. El complejo arqueológico megalítico de Piedras Pintadas, Vigirima está protegido por la ley de salvaguarda del patrimonio cultural

- Catedral San Agustín en el centro. Cabe destacar que la Ciudad de Guacara contó con algunas iglesias pajizas a partir de la primera década del siglo XVII; sin embargo, de primera iglesia que se tenga noticia es la construida por el padre Manuel Pérez en 1624. Estas iglesias pajizas tendían a desaparecer a medida que se iban construyendo las de mampostería, y la primera de éstas la construyó Don Agustín Nicolás de Herrera en 1687, en el sitio que hoy ocupa, pero fue destruida totalmente por el terremoto de 1812. Así lo informó el sacerdote de la época el arzobispo Colly Prat aclarándole que se había mudado a decir misa en la casa nueva del Marqués del Toro, hasta tanto construyera un caney para más tarde levantar una nueva iglesia, la que se comenzó a edificar en 1845. En la iglesia de Guacara se encuentra el Cristo de las Violetas, aquel al cual Simón Bolívar pidió gracia para vencer en la Batalla de Vigirima un 25 de noviembre de 1813, llevada a cabo por el ilustre prócer José Félix Ribas que, con su batallón de estudiantes guerreros derrota en Vigirima, al Coronel Salomón y su regimiento de Granada.

- Plaza Bolívar de Guacara en el centro. El espacio que hoy ocupa la Plaza Bolívar de Guacara pertenecía hacia la segunda mitad del siglo XIX a la familia Wallis y era usado por los deportistas de entonces en el juego de la pelota con cotiza, antecedentes sin duda alguna de nuestro moderno béisbol y al que después convirtió en la alameda “Ibarra Vicente Wallis” en 1880 arborizándolo y construyendo jardines. Para 1884 fue transformada esta alameda en parque Ibarra por acuerdo del Concejo Municipal, en cuyo considerando se elogiaba a esa familia, en especial al arzobispo Francisco de Ibarra y Herrera, primer arzobispo de Venezuela, y a sus dos sobrinos: Diego, quien fuera primer edecán del Libertador, y a Andrés, quien lo acompañó en sus últimos momentos. Así permaneció hasta 1948, cuando decretó de la municipalidad fue designada Plaza Bolívar.

- La Quinta Arqueológica Casa Pimentel en Vigirima

- Monumento del Dr. José Gregorio Hernández en el distribuidor Negro Primero de la Autopista Regional del Centro

- Río Vigirima

### Educación Superior
- Universidad Nacional Experimental Politécnica de la Fuerza Armada Bolivariana (UNEFA)

- Universidad Tecnológica del Centro (UNITEC)

- Universidad Bolivariana de Venezuela (UBV)

- Instituto Universitario de Tecnología Industrial (IUTI)

- Centro de Formación Profesional Jesús Obrero (CFPJO)

- Instituto Nacional de Capacitación Educativa Socialista (INCES)

- Centro de Formación y Capacitación Bolívar (CEFORCAB)

- Instituto Jack Computer

- INSYSCOM

### Salud
- Policlínico Guacara

- Hospital Dr. Miguel Malpica

- Centro Clínico de Especialidades Quirúrgicas Guacara (24 h) en el centro de Guacara

- Clínica Nuestra Señora de Coromoto

- Clínica María Auxiliadora

- Seguro Social (IVSS) en la zona de Yagua

- Centro Médico De Diagnóstico Integral (CMDI)

- Centro de Rehabilitación Integral (CRI)

### Centros comerciales
- C.C. Guacara Plaza

- C.C. Piedra Pintada

- C.C. Guacara

- C.C. Paseo Guacara

- C.C. Alianza Mall

- C.C. Unicentro

- C.C. Central Guacara

- C.C. Osaka

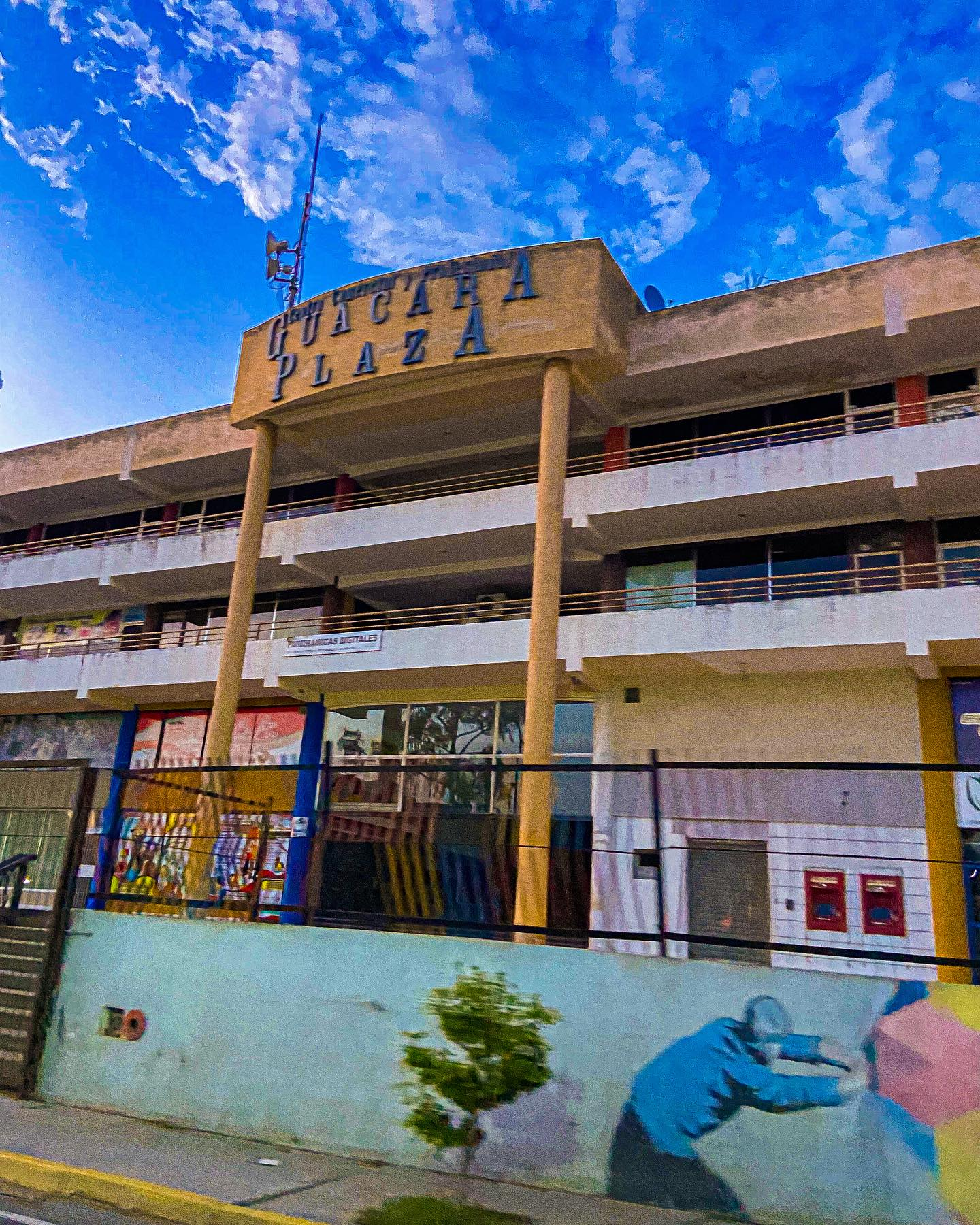
Fachada del Centro Comercial Guacara Plaza. [https://www.instagram.com/guacaramundial/ Guacara Mundial 2023

- C.C. HiperGalerias Guacara (desde 2019)

- C.C. Mercasol (desde 2021)

- C.C. Prisma (no ha entrado en servicio desde su edificación)

### Medios de Comunicación
FM: 
- 88.5  Gabana Estéreo
- 89.1  Kiss Fm
- 90.1  Julian's Stereo
- 90.9  La Original
- 93.1  Sonido
- 93.7  Sensacional
- 94.7  Bendición (Antigua Olímpica/Exitosa)
- 97.1  Sabrosa Estéreo (Circuito DP Radio)
- 98.3  Bicentenario
- 100.3 Enamorada Estéreo (Circuito DP Radio)
- 101.3 Heredad
- 101.9 Esta frecuencia en sus inicios transmitía desde la Urbanización Ciudad Alianza de Guacara conocida como "Rumbera"; luego se muda a la ciudad de Valencia
- 102.9  Guacara Estéreo (Circuito DP Radio)
- 105.3 Unión Radio (Antigua Éxitos / Digital / Satélite). Transmitiendo ahora desde Valencia
- 105.7 / 105.9 Alternativa
- 106.5 Salsa FM

### Transporte
La Autopista regional del centro (Autopista Caracas-Valencia) pasa por la parte Sur del municipio. La Autopista Variante Guacara - Bárbula comunica el municipio con Naguanagua, San Diego, la zona norte de Valencia, y la Carretera Nacional Caracas - Valencia.
Cuenta con unidades de autobuses y líneas de carros sub-urbanos que cubren todas las rutas a todas partes del municipio, y líneas de autobuses urbanos que cubren rutas fueras del municipio a otros municipios del estado y fueras de él. Además de líneas de taxis en todas partes del municipio.
Además actualmente se está construyendo un ferrocarril del Sistema Ferroviario Nacional que cubre varias rutas de Caracas pasando por el Estado Miranda, Estado Aragua y el Estado Carabobo, en este último atravesando los municipios de San Joaquín, Mariara y principalmente Guacara al norte de este municipio, hasta llegar a Puerto Cabello.

## Demografía

### Urbanizaciones
- Urbanización Ciudad Alianza (Fundada el 2 de septiembre de 1965 y es elevada a la categoría de Parroquia urbana del Municipio Guacara por disposición de la Asamblea Legislativa del Estado, el 27 de junio de 1988)
- Urbanización El Saman
- Urbanización Los Apamates
- Urbanización Tesoro Del Indio
- Urbanismo La Floresta
- Urbanización Los Naranjos
- Urbanización Los Naranjillos
- Urbanización El Prado
- Urbanización Lago Jardín
- Urbanización Piedra Pintada
- Urbanización Augusto Malavé Villalba
- Urbanización Loma Linda
- Urbanización Nueva Guacara
- Urbanización El Turumo
- Urbanización Villa Alianza
- Urbanización Agua Sal
- Urbanización La Floresta
- Urbanización Laurencio Silva
- Urbanización El Toco
- Urbanización Tricentenario
- Urbanización La Ceiba
- Urbanización Amazonia
- Urbanización Villa Guacara
- Urbanización Valles de Yagua
- Urbanización Prados del Lago
- Entre otras

### Barrios o Urbanización popular
- Sector Simón Bolívar (sur)
- Urbanización La Coromoto
- Urbanización Guaicaipuro
- Urbanización Dios Todopoderoso
- Barrio Negro primero
- Barrio La Libertad
- Barrio La Juventud I
- Barrio La Juventud II
- Barrio 19 de julio
- Barrio Araguita
- Barrio San Agustín
- Barrio 13 de mayo
- Barrio 1 de mayo
- Barrio La Emboscada
- Barrio Tronconero
- Barrio El Sisal
- Barrio Quebrada Honda
- Barrio Los Mangos
- Barrio Obrero
- Barrio La Florida
- La Floresta
- Barrio El Libertador
- Barrio Santa Eduviges
- Barrio La Línea
- Barrio Macondo
- Barrio Los Mangos
- Barrio El Placer
- Barrio La Tigrera
- Barrio Las Tuniías
- Barrio La Veguita
- Barrio Rafael Caldera
- Sector Valles de Yagua
- Barrio La Coromoto
- Barrio San Rafael
- Barrio Entre otros
- Barrio la compañía
- Barrio bolivariano
- Barrio Diego Ibarra

## Fiestas y celebraciones
Cada 28 de agosto se celebra el "Día de San Agustín" santo patrón de Guacara a quien debe su nombre y se realizan misas y procesiones en honor al santo.

## Personalidades
Juan Manuel Pinto Guerra

## Puntos Cardinales
| Noroeste: Municipio Puerto Cabello | Norte: Municipio Puerto Cabello        | Nordeste: Estado Aragua                    |
| Oeste: Municipio San Diego         |                                        | Este: Municipio San Joaquín                |
| Suroeste: Municipio Los Guayos     | Sur: Lago Tacarigua o Lago de Valencia | Sureste: Lago Tacarigua o Lago de Valencia |